# Propithecus coronatus
Vượn cáo sifaka vương miện (Danh pháp khoa học: Propithecus coronatus) là một loài vượn cáo sifaka, giống như tất cả các loài vượn cáo khác, chúng là loài đặc hữu của Madagascar. Chúng có chiều dài 87–102 cm, trong đó 47–57 cm là đến từ cái đuôi. Vượn cáo sifaka vương miện sống ở phía tây Madagascar. Nó sống trong rừng rụng lá khô. Bộ lông thú của nó là chủ yếu là màu trắng kem, đầu, cổ và cổ họng màu nâu sẫm. Số lượng các cá thể trong một nhóm khoảng từ 2 đến 8 cá thể.